# 趣加
趣加（FunPlus）是一家电子游戏开发商、发行商，创立于2010年，总部位于北京。公司以开发手机游戏著称，亦在电子竞技产业有投资，成立了职业电竞队伍FunPlus Phoenix。

## 公司業務
趣加FunPlus登顶11月出海收入榜 《State of Survival》（遊戲的中文名稱叫：《全面屍控》）亚太市场初战告捷日前。App Annie发布了《2020年11月中国厂商及应用出海收入30强》榜单，趣加FunPlus（以下简称趣加）凭借旗下产品《State of Survival》及《阿瓦隆之王》《火枪纪元》的稳定表现，再次夺得月度出海收入冠军。

## 電競業務
趣加在电竞领域组建了电竞战队FPX，出战中国《英雄联盟》LPL职业联赛，並且獲得英雄聯盟2019賽季世界大賽冠軍